# Laurent Gaudé

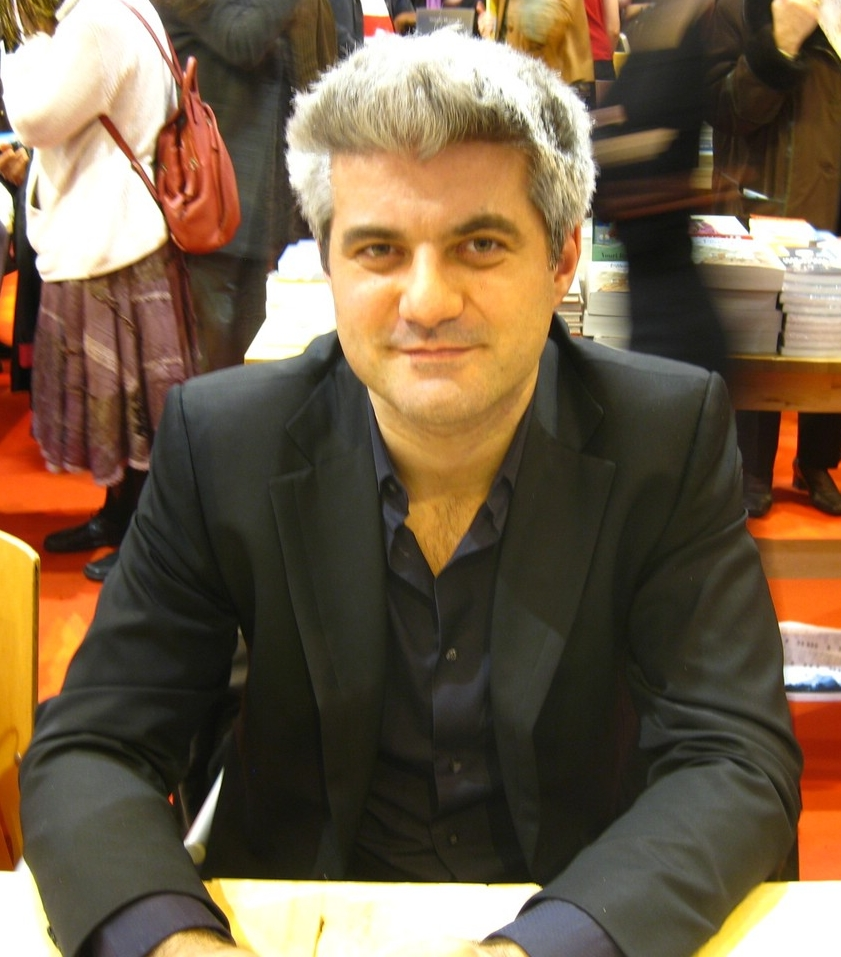
Laurent Gaudé (2009)

Laurent Gaudé (* 6. Juli 1972 in Paris) ist ein französischer Schriftsteller.

## Biografie
Gaudé studierte moderne Literatur und Theater an der Universität Paris III und veröffentlichte 1997 sein erstes Theaterstück (Onysos le furieux), das 2000 in Straßburg uraufgeführt wurde. Es folgten Pluie de cendres (aufgeführt im Studio der Comédie-Française), Combat de Possédés (auch ins Deutsche übersetzt als Kampfhunde und 2000 im Schauspiel Essen uraufgeführt), Médée Kali und Les Sacrifiées.
Sein erster Roman Cris erschien 2001. Sein Roman Le mort du roi Tsongor von 2002 erhielt den Prix Goncourt des lycéens und Le soleil des Scorta von 2004 den Prix Goncourt sowie den Prix du Jury Jean Giono. Der Roman handelt von den Abkömmlingen eines süditalienischen Kleinkriminellen, der „in Schande“ geboren wurde, von 1875 bis in die Gegenwart. Der Roman war ein Bestseller. Gaudés Roman Eldorado handelt von einem italienischen Kapitän, der Migranten aus Nordafrika im Mittelmeer abfängt. Er erhielt 2010 den Euregio-Literaturpreis. Sein Roman Chien 51 avancierte 2022 in Frankreich zum Bestseller mit 100.000 verkauften Exemplaren und wurde mehrfach ausgezeichnet, u. a. als Lieblingsbuch des französischen Buchhandels 2022.
Nur ein Teil von Gaudés umfangreichem Schaffen als Dramatiker und Romancier ist bislang auf Deutsch erschienen.

## In deutscher Übersetzung erschienen
- Der Tod des Königs Tsongor. Roman. Aus dem Französischen übersetzt von Angela Wagner, München 2004, dtv (im Original: La Mort du roi Tsongor, Arles 2002, Actes Sud)
- Die Sonne der Scorta. Roman. Aus dem Französischen übersetzt von Angela Wagner, München 2007, dtv (im Original: Le soleil des Scorta, Arles 2004, Actes Sud)
- Eldorado. Roman. Aus dem Französischen übersetzt von Claudia Kalscheuer, München 2008, dtv (im Original: Eldorado, Arles 2006, Actes Sud)
- Das Tor zur Unterwelt. Roman. Aus dem Französischen übersetzt von Frank Sievers, München 2010, dtv (im Original: La Porte des Enfers, Arles 2008, Actes Sud)
- Hund 51. Roman. Aus dem Französischen übersetzt von Christian Kolb, München 2023, dtv (im Original: Chien 51, Arles 2022, Actes Sud)

## Auszeichnungen (Auswahl)
- 2001: Prix Atout Lire de la ville de Cherbourg für Cris
- 2002: prix Goncourt des lycéens für Der Tod des Königs Tsongor
- 2003: prix des Libraires für Der Tod des Königs Tsongor
- 2004: prix Goncourt für Die Sonne der Scorta
- 2004: prix Jean-Giono für Die Sonne der Scorta
- 2004: prix du roman populiste für Die Sonne der Scorta
- 2010: Euregio-Literaturpreis für Eldorado
- 2019: prix du livre européen für Nous, l'Europe banquet des peuples
- 2019: Grand Prix du roman métis, prix du roman métis des lecteurs, prix du roman métis des lycéens für Salina, les trois exils
- 2022 Prix des Écrivains du Sud für Hund 51